# Inezgane
Inezgane (arabsky إنزگان‎, berbersky ⵉⵏⴻⵣⴳⵯⴰⵏ) je marocké město ležící na severním břehu řeky Sús a u pobřeží Atlantiku. Leží asi 13 km jižně od Agádíru. Místo slouží turistům jako významný dopravní uzel v oblasti – městem vedou dálnice N1, N8 a N10. Žije zde přibližně 138 tisíc obyvatel.
Inezgane je typickým příkladem berberského osídlení. Každé úterý se zde pořádá vyhlášený súk na rozlehlém tržišti. Súk je proslulý prodejem stříbrných výrobků, ovoce, zeleniny a koření.
Slovo inezgan (ⴰⵏⵣⵉⴳ-ⴰⵏ) znamená v berberském jazyce Amazirgh „jeskyně“, což odkazuje na množství jeskynní v okolí.